# مونا بری
مونا بری (انگلیسی: Mona Barrie؛ ۱۸ دسامبر ۱۹۰۹ – ۲۷ ژوئن ۱۹۶۴) هنرپیشه اهل کشور بریتانیا بود که در فیلم‌ها و تئاترهای آمریکایی بازی می‌کرد.

## قسمتی از فیلمشناسی
- یک شب عشق
- چکاوک
- کس تیمبرلین
- کارولینا